# 迷你 (汽車)

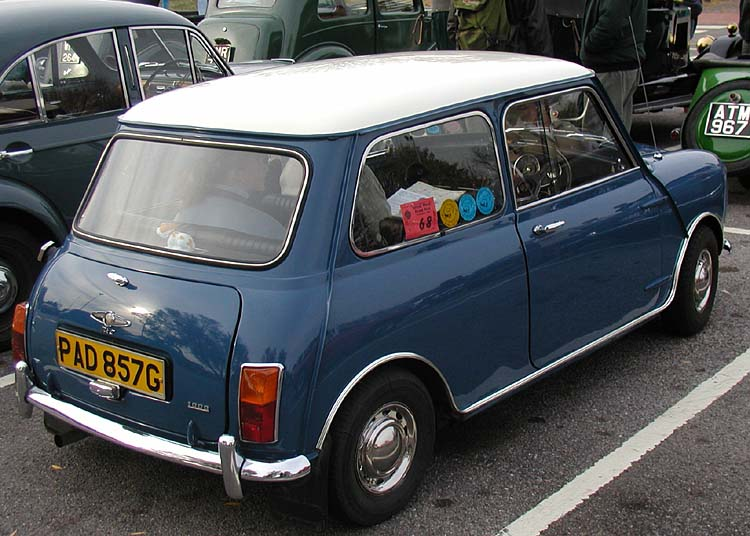
1968年的Mk III Austin Mini Cooper

迷你（英语：Mini）是一種由英國汽車公司（BMC）及其承繼公司在1959年至2000年期間生產的小型汽車。在1960年代成為英國的其中一個重要象徵，其前輪驅動且高效利用空間的配置概念（讓汽車80%的底盤面積可供乘客和行李使用），為後來的汽車設計工業帶來了深遠的影響。迷你在某些方面被認為是德國大众公司甲壳虫（Volkswagen Beetle）的英國版本，兩款車型都在北美地區受到同樣程度的歡迎。1999年，迷你在世纪之车票選的影響力項目中獲得第二名，僅次於福特T型车。
這款獨特的兩門汽車是由亞歷克·伊斯哥尼斯爵士（Sir Alec Issigonis）為了英國汽車公司設計。此車款曾在多處地方生產，包括英格蘭的長橋（Longbridge）及考力（Cowley）車廠，以及位於澳洲雪梨維多利亞公園/斯特蘭的澳洲英國汽車公司工廠，之後也在西班牙（Authi）、比利時、智利、義大利（Innocenti）、葡萄牙、南非、匈牙利、烏拉圭和委內瑞拉等多國製造。Mini Mark I在英國有三次主要的改款：分別是Mark II、Clubman和Mark III。在這些主要改款之間還推出了許多其他車型，包括了旅行車（station wagon）、貨卡車、廂型車和「Mini Moke（一種類似吉普車的款式）。「Mini Cooper」和「Mini Cooper S」則是性能較佳的版本，在拉力赛中獲得成功，並曾在1964年至1967年間贏得四次蒙特卡洛拉力賽，雖然1966年迷你和其他六台英國車輛在完成賽事後被取消資格，其中包括前四名抵達終點的車輛，這個爭議性判決的原因是主辦單位認為這些車輛使用了非法的大燈組合。
迷你最初是在奧斯汀（Austin）和莫里斯（Morris）廠牌下銷售，名為「Austin Seven」和「Morris Mini Minor」，直到迷你在1969年成為獨立的品牌。在1980年代迷你曾經再次成為奧斯汀下的品牌。

## 設計
Mini是在燃油危機之下的ADO15計劃（Austin Drawing Office第15號計劃）中被開發出來的。
背景是在1956年蘇伊士運河被封鎖，石油供應大受影響，英國需要實施燃油配給。中或大型轎車的銷量大幅下跌，當時來自德國，稱為泡泡車的迷你車和微型車，市場則大幅增長。BMC的管理人李奧納·洛（Leonard Lord）認為需快速研發類似的車款，他定下了一些基本設計要求，車子需容納在一個10呎長、4呎寬及4呎高的盒子內，而車廂內部則需佔6呎長度。基於成本考慮，引擎需使用現有的型號。
曾在Alvis公司工作的伊西戈尼斯，在1955年返回BMC工作，設計小型汽車對他的設計技巧而言，是件自然而不困難的事。Mini的設計隊伍人手不多，參與設計者包括伊西戈尼斯本人，其舊同事積·丹尼斯（Jack Daniels）及京咸（Chris Kingham），2位工程系學生及4位繪圖員。經過他們的努力，1957年10月，因其顏色而名為「橙色盒子」（The Orange Box）的Mini原始版本正式面世。首部量產的迷你則在1959年8月26日面世。
ADO計劃使用了BMC A-series直列四汽缸水冷引擎，搭載四前速波箱，以及前輪帶動的傳動系統，引擎則採用傳統的橫置放法。當時幾乎所有中小型車輛都使用如此的配置。而迷你則將此類車輛做得更極致小。
冷卻方面，引擎左則安裝了風扇為水箱冷卻。把風扇放置左引擎則有助降低車身高度。不過，引擎側的空氣壓力比引擎正面為小，而且該位置的空氣溫度較高，使散熱效率降低。
Mini的底盤懸吊系統也經過幾次更改，使用少見的橡膠彈簧或BMC專利的液壓懸吊（Hydrolastic），液壓懸吊在1964年開始使用，有較好的舒適性，但因成本較高在1971年改回橡膠懸吊並沿用到生產結束，因此Mini一直都使用四輪獨立懸吊系統，保有優良的操控性。
Mini雖是底盤短後懸出的汽車，但為了增加車身剛性，車尾並未採用可和後擋風玻璃一起打開的大尾門掀背設計，而只留一個小行李箱尾門。
1965年Mini提供四前速自排變速箱供車主選配，是當時小排氣量引擎汽車裏少數有提供自排變速箱者。

## 型號

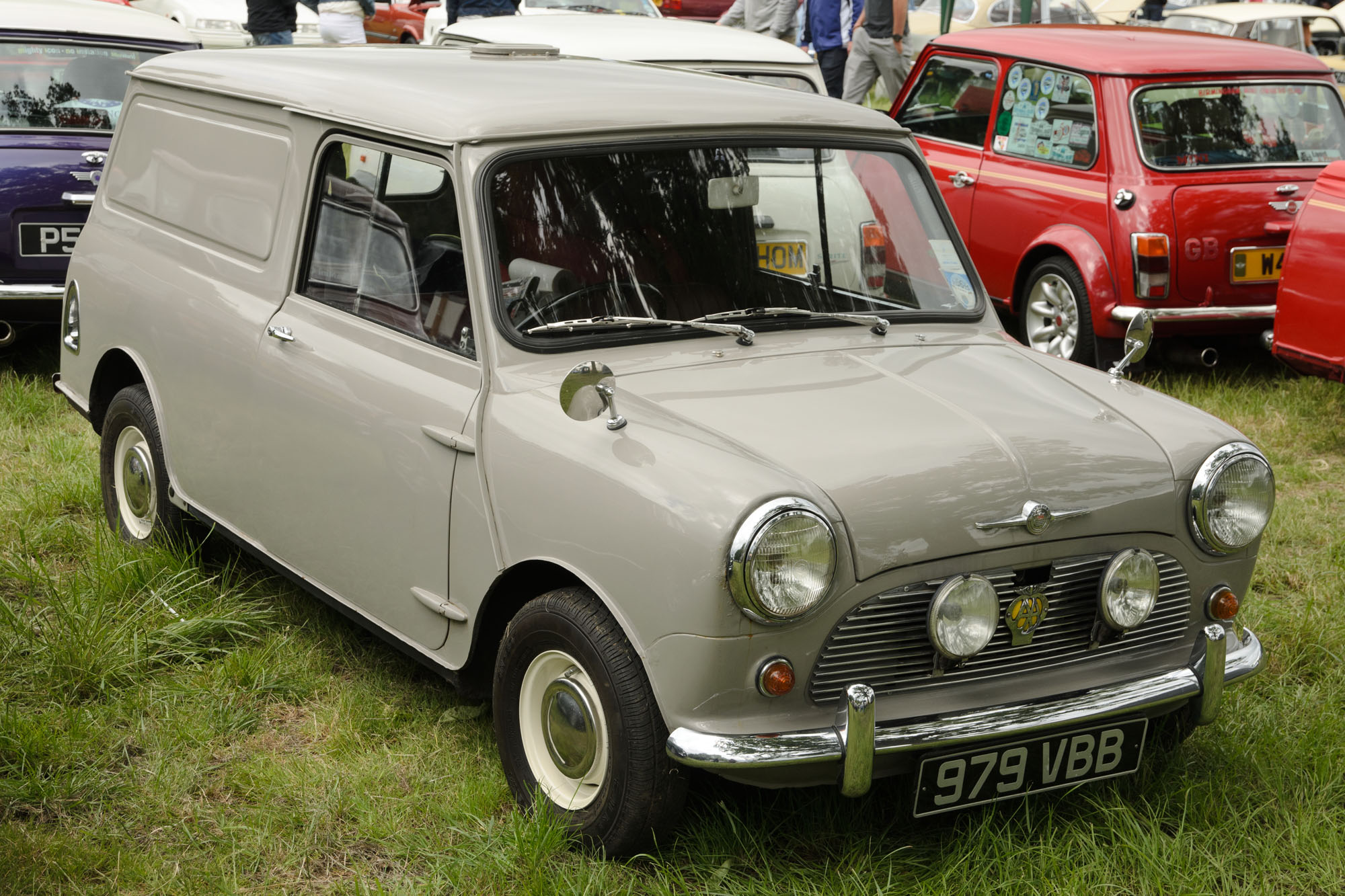
Mini Van貨車

- Mk I Mini - 1959年-1967年
- Mini Van - 1960年-1982年
- Mk II Mini - 1967年-1969年
- Mini Cooper/ Cooper S - 1962年-2000年
- Mini Clubman/ 1275GT - 1969年-1980年
- Mk III Mini - 1970年-2000年

## 優點與暢銷
迷你車在當時來說的首創了很多小型車或微型車的改革方向。
首先最重要的是率先在一個和微型車相仿大小的底盤和車殼(三米多長)中，安裝一台接近小型車排氣量(一千毫升上下)的四衝程發動機。這進而改變了當時的人以為僅數百毫升排氣量的內燃機就直接應用二衝程發動機的想法，而當時這類微型車的造車邏輯，就是照搬摩托車的發動機上三或四輪汽車上。
迷你這樣倒過來的做法，發現實際汽車的粍油量與更低排氣量的二衝程發動機相仿，但產生的廢氣較少，而且功率更大還更堅固耐用。結果很多和迷你同期或稍早使用二衝程發動機的微型車被其趕絕，唯有東德的拖拉幫因為進口車較少，才在整個八十年代維持生產。
另外、兩個優點是使用較複雜但可靠的水冷發動機和使用效率較低的前置前驅構造。
水冷不像氣冷發動機般在停車但不熄機時沒有冷風吹涼機器，對於夏天當需要停車為開冷氣但不熄匙下，水冷式發動機較安全。
前置發動機對於假設發生撞車意外時，對於司機和前座乘車有較佳的安全保障，而對於有人駕駛的汽車來說一定要有人在前方駕駛座才可以發動，雖然能量效率不如後置發動機，且有可能面對前輪被懸空時不能抓地驅動的麻煩，但只要不用來越野就不會遇上這種危險，本意作為都市車的迷你卻可節省了驅動系統的空間留給乘客保持空間上的舒適，所以顯然更合理的把驅動系統做在前部。

## 衰落與停產
但在七八十年代日本和德國的微型車被迷你所擊敗後，原廠只要沒有結業也學習類似迷你的設計，但更推廣用在小型車或中型車尺寸的新車，對於經濟篷勃發展的各國買家來說更有吸引力。
他們要的是中型車或至少外表上是小型車，而不只是在微型車上安裝一個小型車的發動機。
迷你實較難打入國民車一開始便有近三公升排氣量*的美國市場，美國買家即使為了省油，也只會轉買小本來美國平價大車一級的德日中型車，而不是小兩級之多的微型車或擁有小型車排氣量和微型車外殼的迷你。
- 福特T型車的引擎容積。

在石油危機時迷你車吸引不到本來開中型車的人，他們多只會轉開德日新的中型或小型車，而德國的平治（Mercedes-Benz）寶馬（BMW）奧迪（Audi）等推出了有豪華轎車設備和品質的小型車，德國的福士 (Volkswagen) 與日本各大車廠，皆推出較迷你舒適平價的中或小型國民車。
本來買迷你人反可能轉買真正的新一代微型車，其時各國的微型車都轉為使用四衝程發動機，甚至被看成東歐官僚主義象徵的過時的拖拉幫亦換了新的機器。
結果迷你滯銷下最後1990年代末，寶馬收購迷你的生產商路華，並計劃推出以現代技術設計的新款迷你，以取代傳統的設計。
2000年10月4日，最後一架迷你由1960年代女歌手Lulu駕駛離開生產線，迷你亦停止生產。至停產為止，迷你共售出530萬部，成為史上銷量最高的英國汽車。

## 未有生產的原型車
一些以迷你為基礎設計，但未有生產的原型車被放在英國華威郡Gaydon的英國古董汽車博物館（British Heritage Motor Centre museum），包括Twini--四輪驅動，設有兩個引擎，一個在前、一個在後；Austin Ant，四輪驅動的第二次嘗試，這次使用轉換系統，但此計劃在寶馬收購越野路華後被取消。還有迷你的兩座位開篷MG版本，但由於被認為與MG Midget有競爭而取消。

## 電影電視中的迷你
迷你曾經在不少電影、電視節目及動畫中出現，作為主角的座駕。著名的包括1969年及2003年重拍的電影《偷天換日》（The Italian Job），英國喜劇系列《豆豆先生》的主角豆豆先生也是駕駛迷你，並帶來不少趣事，例如車被撞散。
日本漫畫及動畫方面，如《城市獵人》，主角冴羽獠（孟波）的紅色迷你令人有深刻印象。同樣在動畫《奇天烈大百科》中頻繁出現的紅色迷你在是刈野勉三的主要交通工具。

## 獎項
迷你及其後的新迷你多年來曾奪得不少獎項，較重要的包括「世紀最佳汽車」（Autocar雜誌，1995年），「歷代第一老爺車」（Classic and Sportscar雜誌，1996年）及由全球汽車選舉基金（Global Automotive Elections Foundation）選出的「世紀最佳歐洲汽車」（1999年），迷你在同一選舉中獲得「世紀最佳全球汽車」的第二位。

## 新款迷你

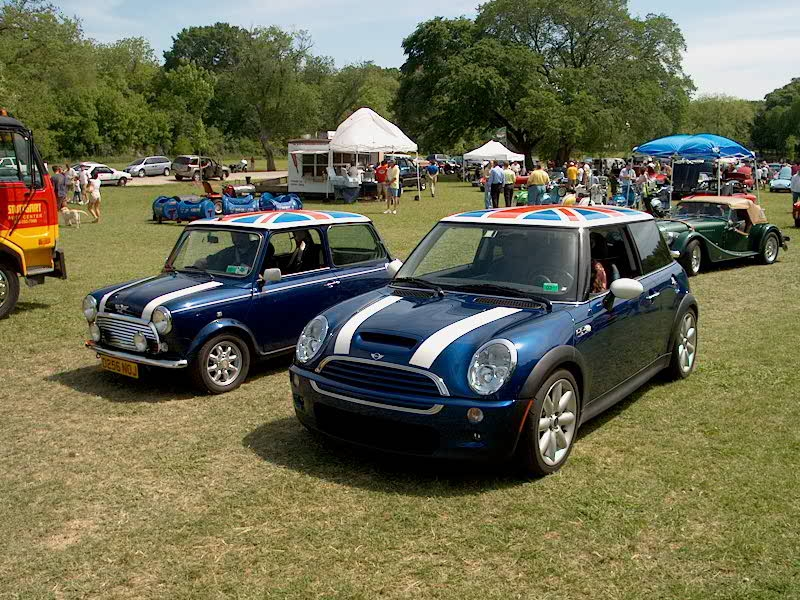
2003年款BMW MINI Cooper S和舊款Mark III Mini。

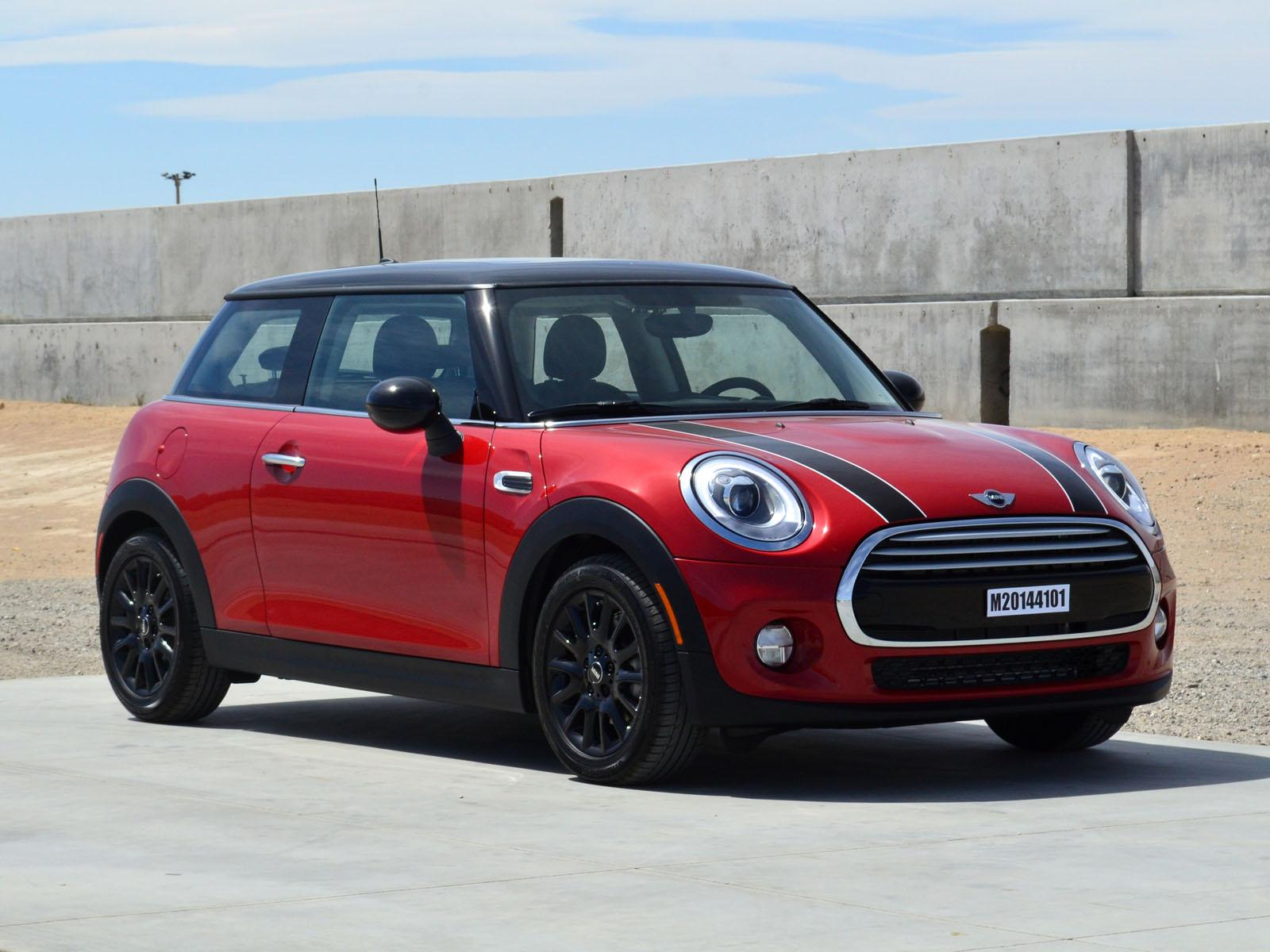
宝马MINI

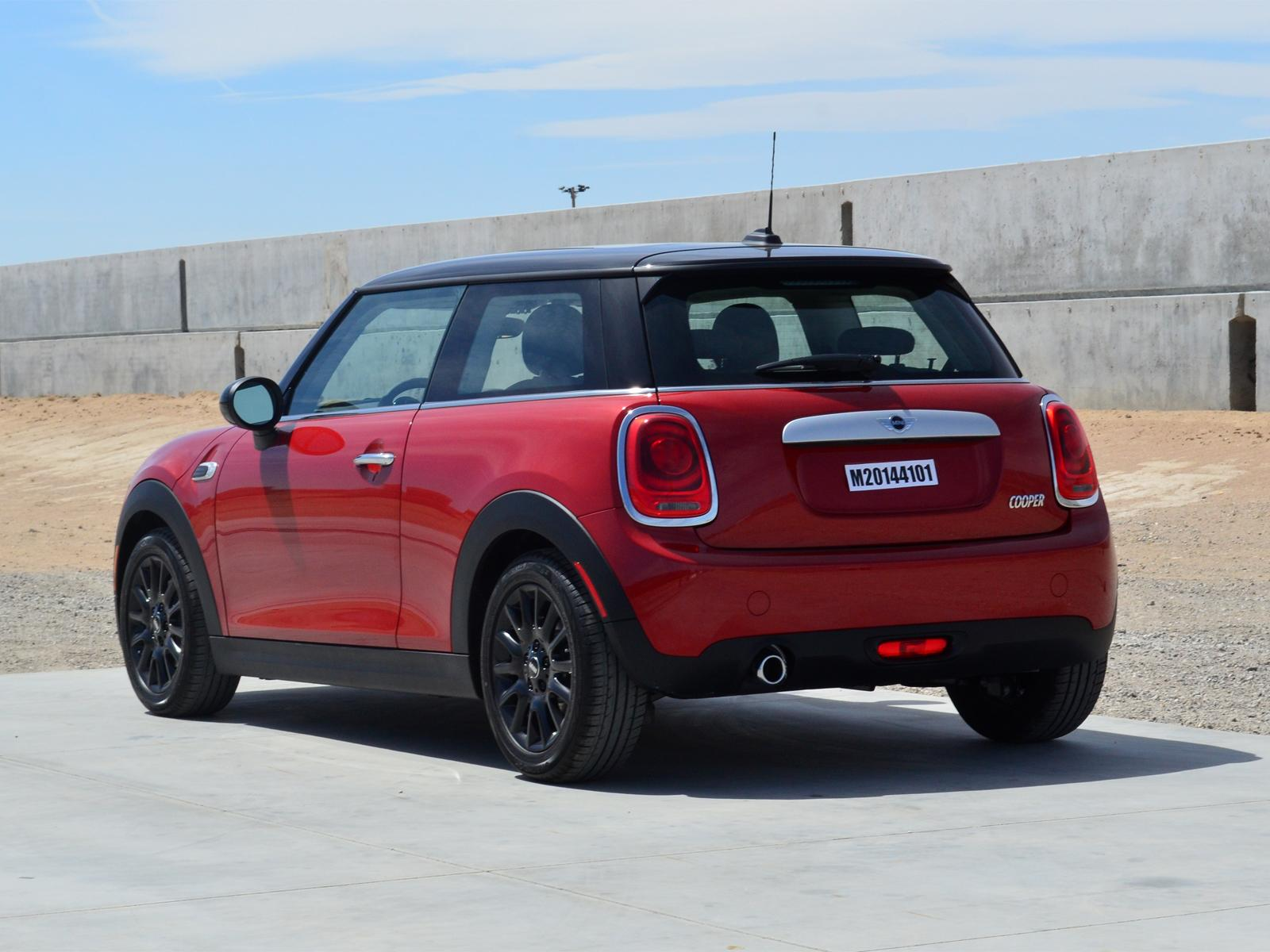
宝马MINI侧后

在2000年舊款迷你停止生產時，寶馬汽車（BMW，迷你品牌的新持有者）宣布了迷你的繼承車款。新款車輛的品牌訂為「MINI」（全為大寫英文字母），此外也經常被稱為「寶馬迷你」（BMW MINI）或「新迷你」（New MINI）。
新款迷你（MINI）比舊款迷你體積大上許多。和舊款相比，新款長度增加約58（23英寸），寬度增加約50（20英寸），高度則增加約7（2.8英寸），此外重量也從650（1,433磅）左右增加為1,144（2,522磅）。
原本的古典Mini雖是短車尾但後擋風玻璃為固定式，不會隨行李箱蓋開啟，因此不是掀背車，BMW開發的新Mini則是後擋風玻璃可隨行李箱蓋一起開啟的掀背車，所以稱為Mini Hatch。

## 資料來源與注釋

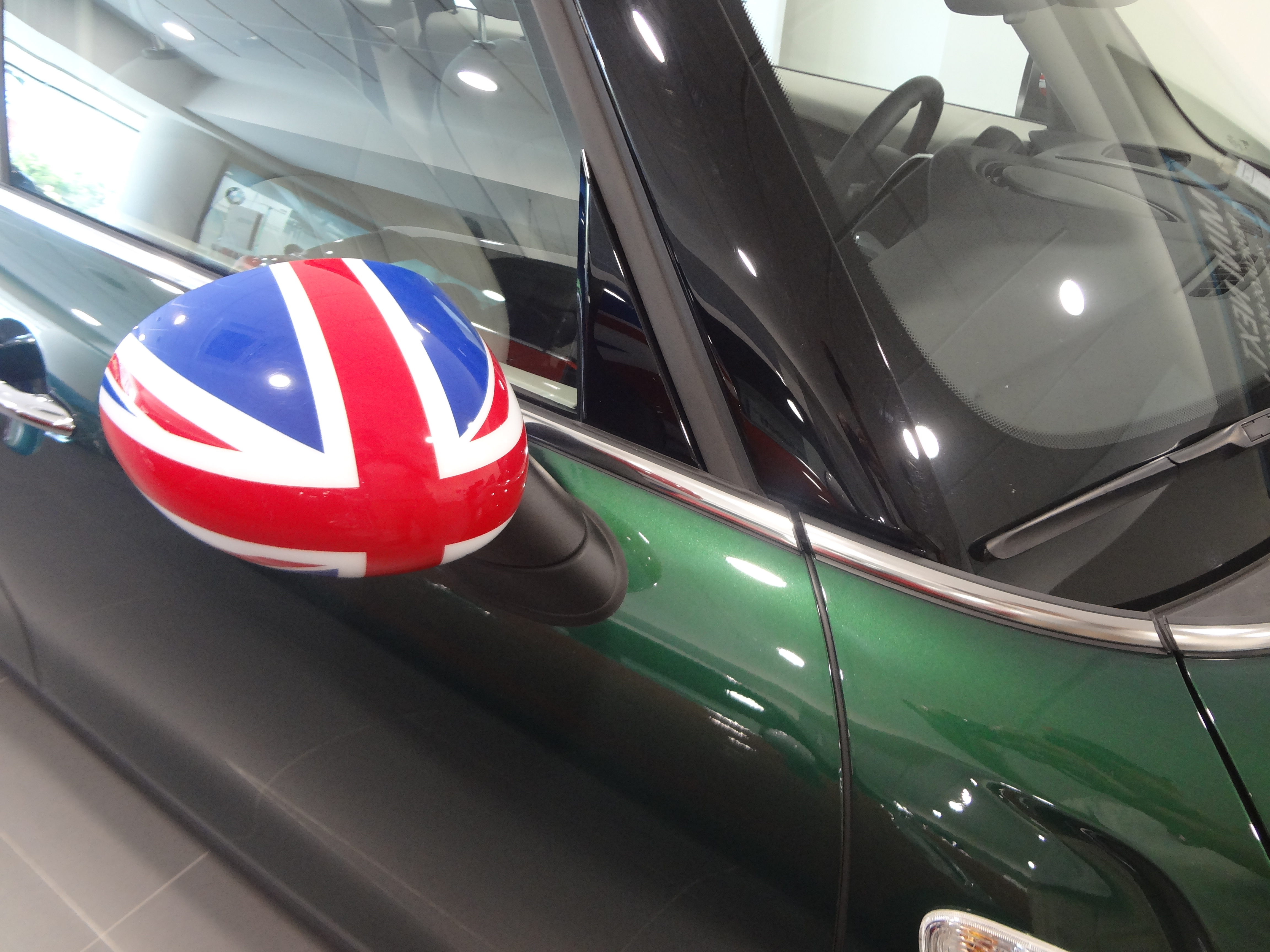
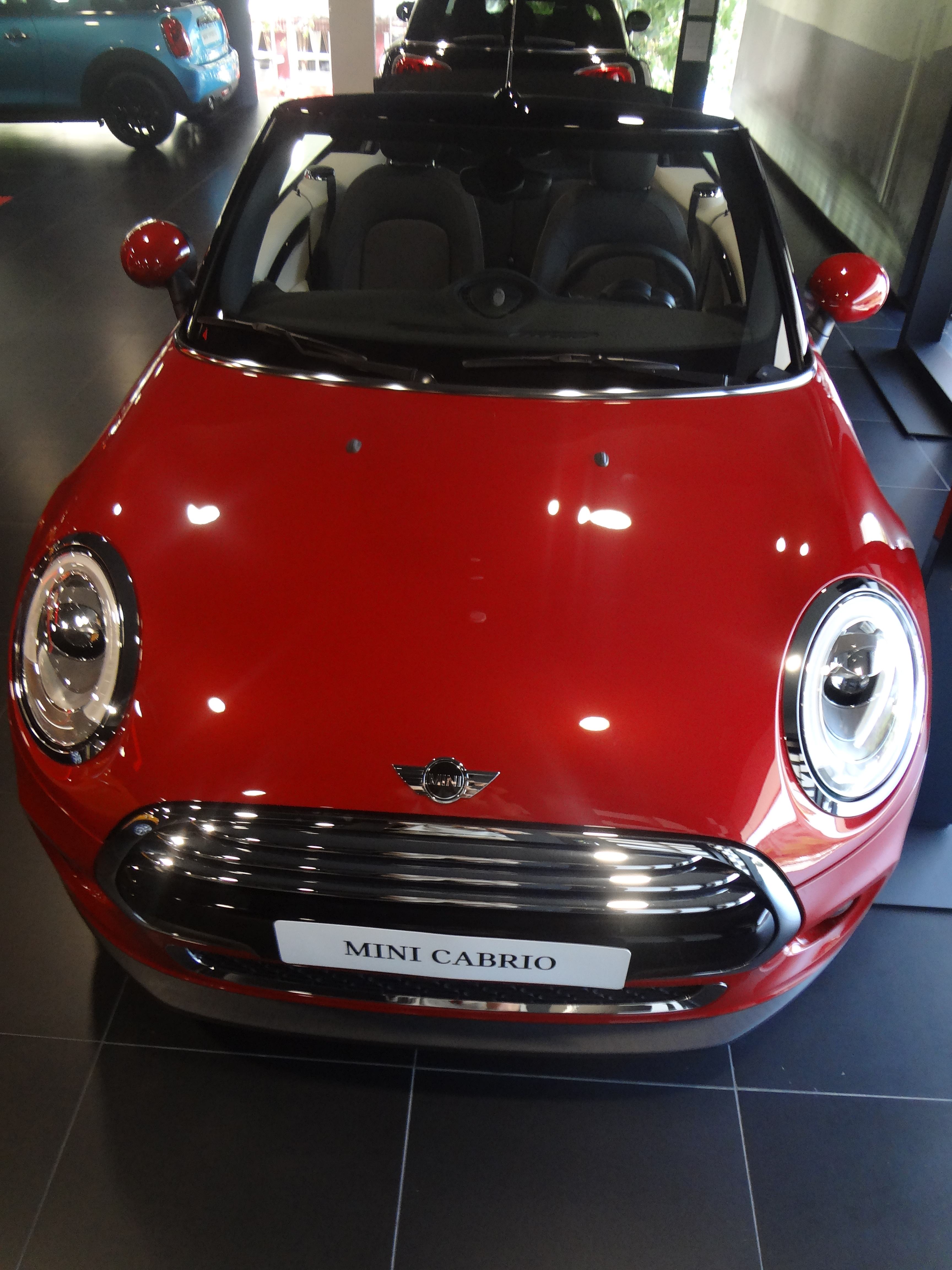
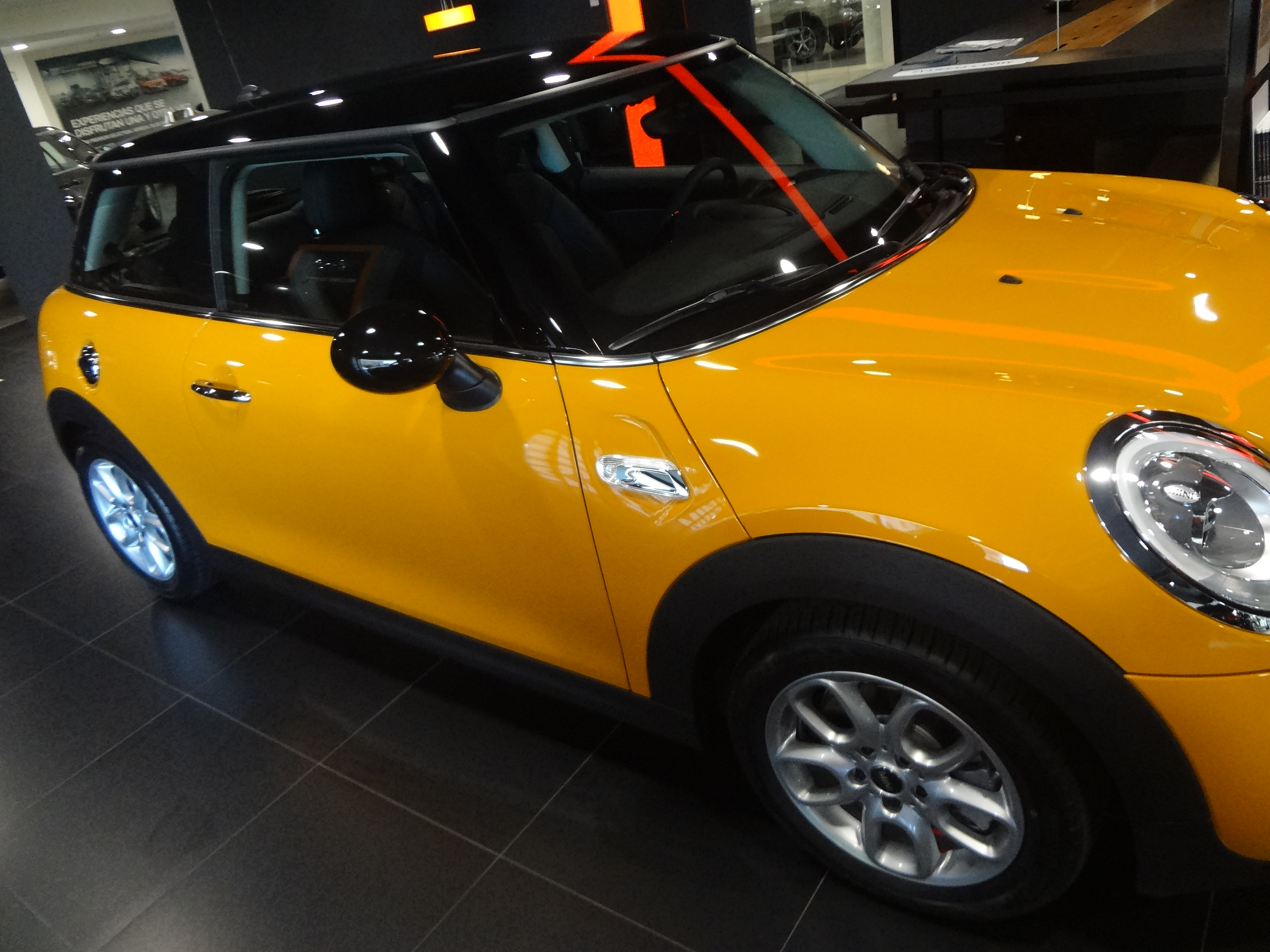
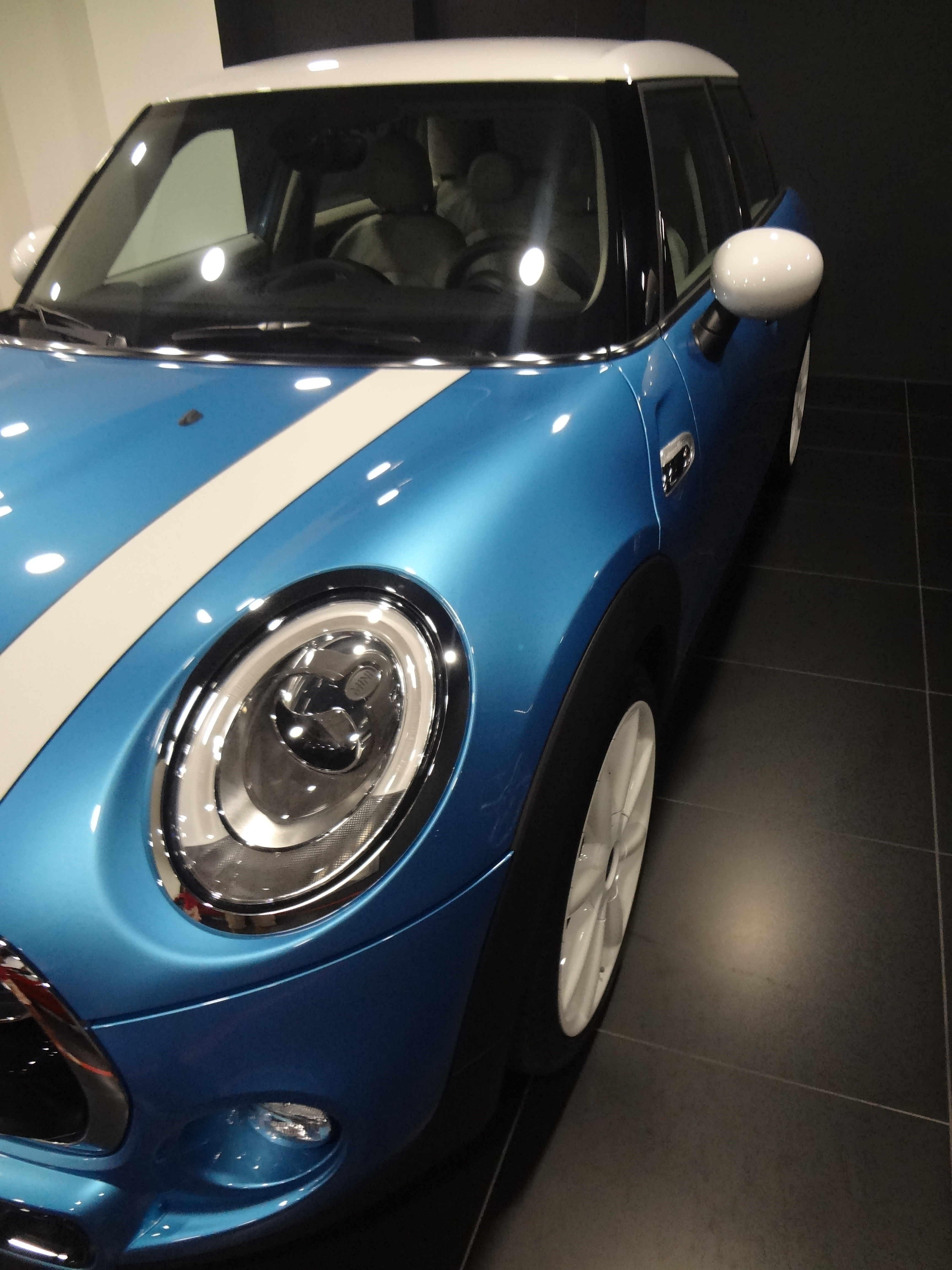
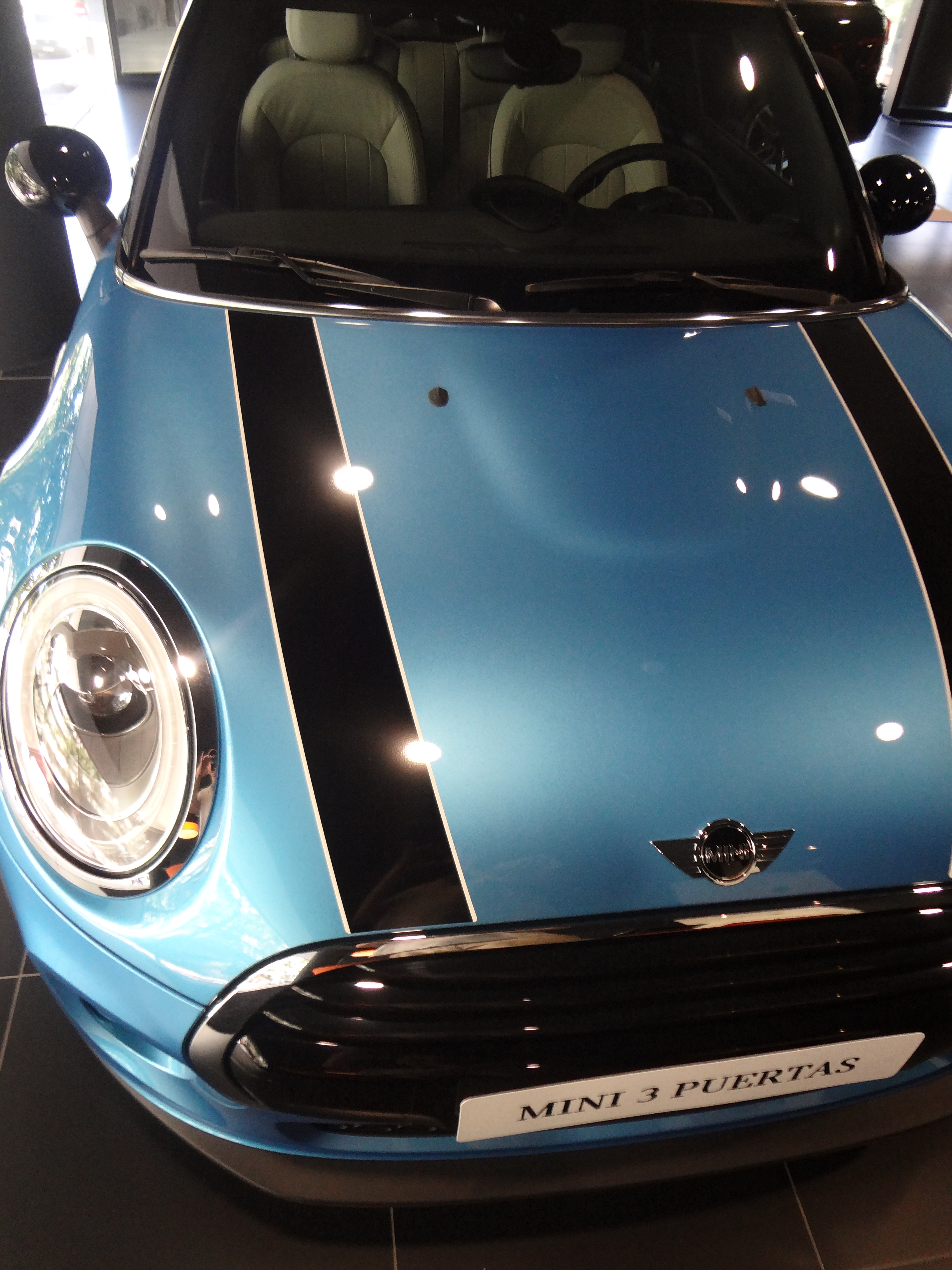
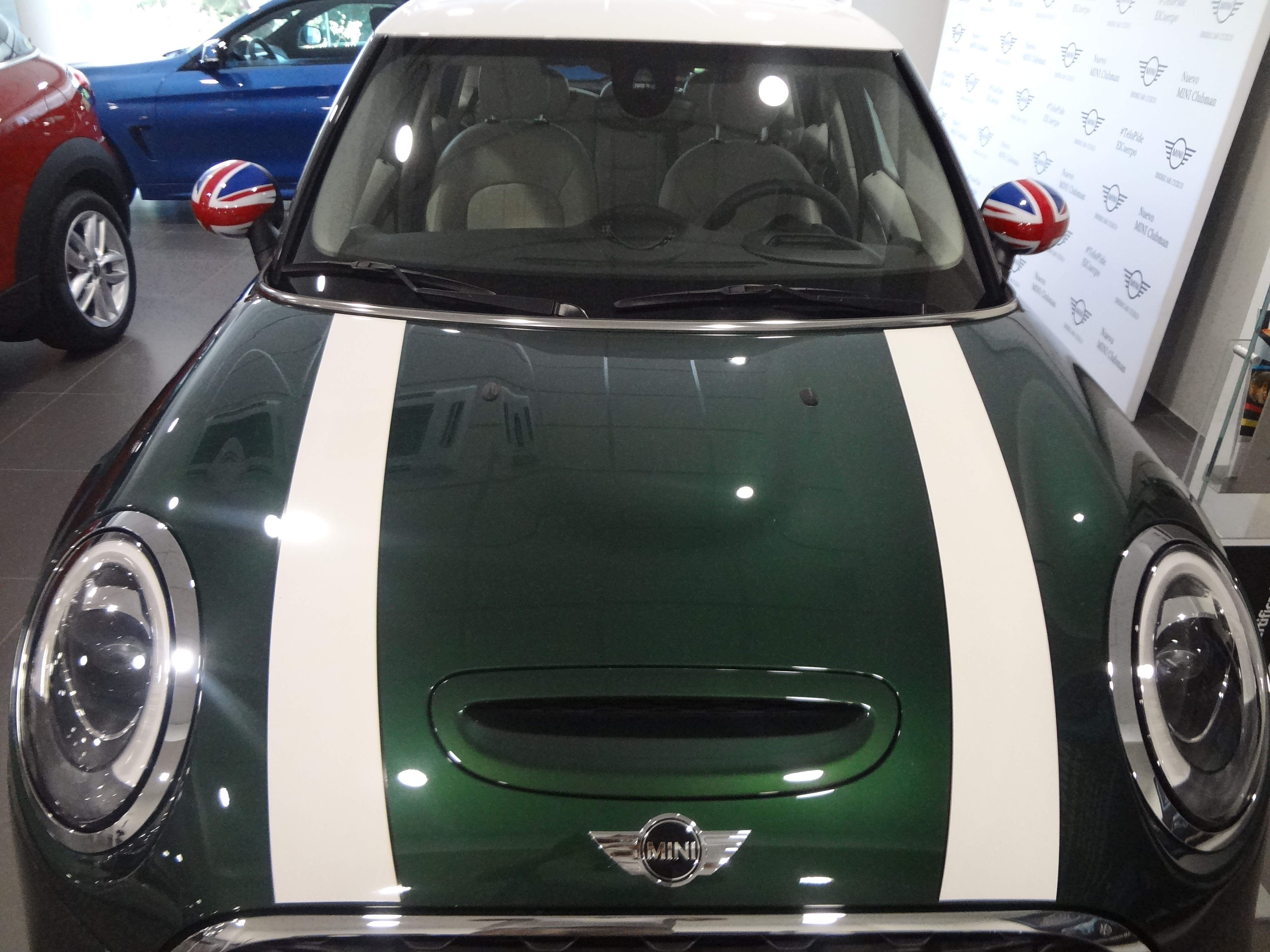
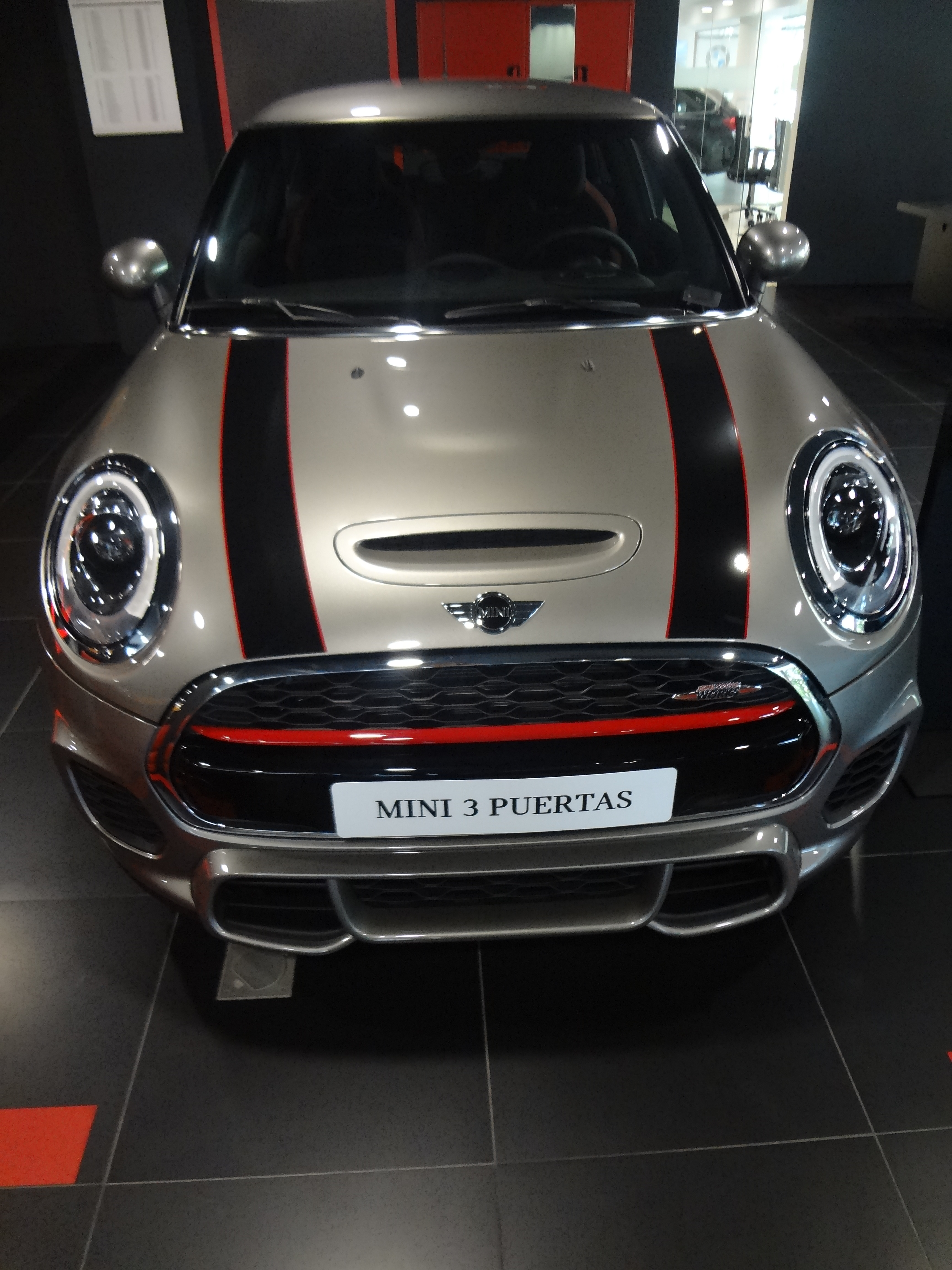
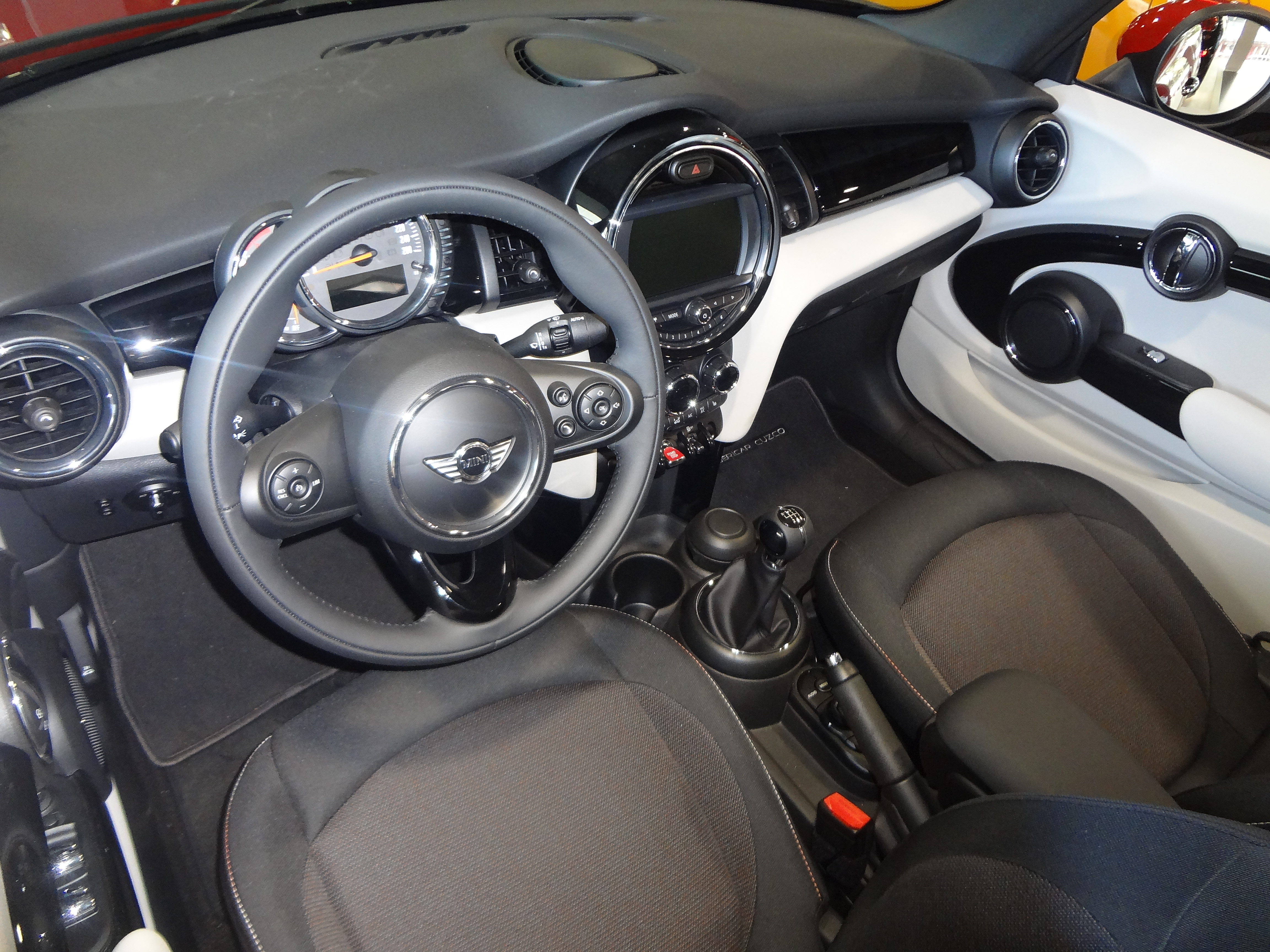

1. ↑  Table of Mini Facts 的存檔，存档日期2009-04-15.
2. ↑  . London: Daily Express Newspaper: Page 54 (Wolseley Hornet). October 1969.
3. ↑  Reed, Chris. . Orpington: Motor Racing. 2003. ISBN 1-899870-60-1.
4. ↑  Reed, Chris. . Croydon: MRP. 1994. ISBN 0-947981-88-8.
5. ↑  Clausager, Anders. . Bideford, Devon: Bay View Books. 1997. ISBN 1-870979-86-9.
6. ↑  Martin Buckley & Chris Rees. . Hermes House. 2006. ISBN 1-84309-266-2. The BMC Mini, launched in 1959, is Britain's most influential car ever.  It defined a new genre.  Other cars used front-wheel drive and transverse engines before but none in such a small space.
7. ↑  "This Just In: Model T Gets Award" （页面存档备份，存于）, James G. Cobb, The New York Times, December 24, 1999
8. ↑  Strickland, Jonathan. . Auto.howstuffworks.com.   [2010-07-20]. （原始内容存档于2016-03-03）.
9. ↑  Wood, Jonathan. . Breedon Books Publishing. 2005. ISBN 1-85983-449-3.
10. ↑  Nahum, Andrew. . Icon Books. 2004. ISBN 1-84046-640-5.
11. ↑  . BBC. 21 January 1961  [2011-02-19]. （原始内容存档于2021-01-04）.
12. ↑  Michael Sedgwick & Mark Gillies, A-Z of Cars 1945-1970, 1986
13. ↑  Adams, Keith; Ian Nicholls. . AROnline. （原始内容存档于2011-10-03）.
14. ↑  . BMW.   [2006-05-01]. （原始内容存档于2006-10-06）.

## 外部連結
- Austin Memories （页面存档备份，存于）－奧斯汀汽車公司和長橋的歷史
- Heritage Motor Centre （页面存档备份，存于）－英國歷史汽車和相關文物的收集，其中包括具有歷史意義的迷你車款、原型車等。
- 迷你Minki I和II的開發歷史
- Alex Moulton's Memoir－亞力·伊西戈尼斯爵士回憶錄
- 60年代復古電影《大淘金》：神偷，笨警，老mini （页面存档备份，存于）